# تروریسم افراط‌گرای یهودی
تروریسم افراط گرای یهودی  نوعی تروریسم مذهبی است که ارتکاب آن  از سوی افراط گرایان درون یهودیت صورت پذیرد.

## گروه‌های تندرو
بریت هاکانایم (از بین رفته) - گروه زیرزمینی تندروی اسرائیلی بود که از سال ۱۹۵۰ تا ۱۹۵۳ با هدف تحمیل کردن قوانین دین یهودیت در کشور و ایجاد کشوری هالاکیک فعالیت می‌کرد. ترور در مقابل ترور یکی دیگر از گروه‌های تروریست یهودی بود.

## اشخاص
ادن ناتان-زادا سرباز ارتش اسرائیل و تروریست یهودی افراطی بود که در سال ۲۰۰۵ به روی اعراب تبعه اسرائیل در اتوبوسی در شهر شفاعمرو با مسلسل آتش گشود و باعث مرگ ۴ تن از جمله دو خواهر حدود ۲۰ ساله و زخمی شدن ۲۲ نفر شد. نخست وزیر اسرائیل، آریل شارون، از حرکت او انتقاد کرد و کار او را «یک حرکت سرزنش‌کننده بوسیله یک تروریست یهودی خونخوار» خواند.
باروخ گلدشتاین پزشک و تروریست یهودی افراطی، متولد آمریکا و تبعه اسرائیل بود که در سال ۱۹۹۴ به روی نمازگزاران فلسطینی در مسجد ابراهیم شهر الخلیل با مسلسل آتش گشود و باعث مرگ ۲۹ تن و زخمی شدن ۱۵۰ فلسطینی شد.